# Dennis Schellekens
Dennis Schellekens (Utrecht, 8 augustus 1990) is een Nederland handbalkeeper van het Noord-Hollandse Volendam.
In 2008 verruilde Schellekens UDSV uit Zuilen, Utrecht voor Volendam. In 2012 verruilde Shellekens Volendam het Drentse E&O. Door problemen tussen beide partijen met betrekking door het achterhouden van geld waar Schellekens recht op had is hij het seizoen daarop vertrokken naar Hurry-Up uit Zwartemeer. Na een jaar bij Hurry-Up vertrok Schellekens terug naar Volendam waar hij naar Gerrie Eijlers het Volendamse doel moest verdedigen.